# 德軍總部：新血脈
《德军总部：新血脉》是已發佈的第一人稱射擊遊戲，由MachineGames與Arkane Studios共同開發。本遊戲於2019年7月26日於Google Stadia，Microsoft Windows，PlayStation 4，Nintendo Switch與Xbox One平台發布。

## 遊玩方式
在遊戲中，玩家可以選擇由第一人稱視角控制兩名主角之一 Jess 或者 Sophie；另一主角可由電腦或其他玩家控制。與系列前作不同的是，本遊戲中的任務不一定要遵從特定順序完成。玩家亦可在通關過程中解鎖更高級能力和裝備。

## 劇情
遊戲設定於1980年代，《德軍總部2》的20年後，延續《德軍總部系列》的虛構歷史設計。 在納粹德國佔領的巴黎，系列主人公 BJ Blazkowicz 的雙胞胎女兒尋找她們失蹤的父親，並幫助反抗勢力解放法國。 

## 外部連結
- 官方网站